# BIM Stars
Pour plus de détails, voir Fiche technique et Distribution.
BIM Stars (The Apple) est un film de science-fiction musical américain réalisé par Menahem Golan en 1980.

## Synopsis
Alphie et Bibi, deux chanteurs alors inconnus participent au « Worldvision Song Festival » de l'année 1994. Bien qu'ils soient les artistes les plus talentueux et qu'ils soient en passe de gagner le concours, ils sont battus par le BIM (Boogalow International Music) et son chef, M. Boogalow (alias le Diable) (qui a la mainmise sur le monde entier) en utilisant une tactique sournoise pour assurer sa victoire lors du concours. Après la défaite, le duo est approché par M. Boogalow pour signer pour son label de musique, mais Alphie découvre lors d'une prémonition au moment de signer le côté sombre de cette entreprise musicale qu'est le BIM. Bibi quant à elle signe et est prise dans le style de vie sauvage qu'offre le BIM, tandis qu'Alphie risque sa vie pour la libérer des griffes maléfiques de l'entreprise BIM. Alphie convainc finalement Bibi de s'enfuir avec lui, et le couple vit comme des hippies pendant un an avec leur enfant au sein d'un groupe d'hommes et de femmes ayant rejeté le mode de vie totalitaire dans le monde dominé par le BIM avant d'être retrouvé par M. Boogalow qui insiste sur le fait que Bibi lui doit 10 millions de dollars. Alors que Boogalow demande à faire arrêter tous les hippies, Alphie et Bibi ainsi que le reste des hippies sont finalement sauvés par l'intervention de Mr Topps (alias Dieu) c'est ainsi que toutes les bonnes âmes sont alors emmenées par M. Topps après s'être manifesté à bord d'une Rolls-Royce volante dorée d'apparition fantomatique. Finalement tous partent vers une éventuelle autre planète afin de recréer un monde parfait sans pêchés ni tentations en suivant Mr Topps à travers un couloir de nuages vers de lointains cieux.

## Fiche technique
- Titre : BIM Stars
- Titre original : The Apple
- Réalisation : Menahem Golan
- Scénario : Menahem Golan
- Histoire originale de : Coby Recht & Iris Recht
- Montage de : Alain Jakubowicz
- Producteurs : Menahem Golan & Yoram Globus
- Photographie : David Gurfinkel
- Musiques de : George S. Clinton, Coby Recht & Iris Recht
- Pays d'origine : États-Unis (sortie), Allemagne de l'Ouest (tournage)
- Format : couleur
- Genre : science-fiction & musical
- Durée : 92 minutes / 75 minutes (VHS française)
- Distribution : The Cannon Group / Metropolitan Filmexport (France)

## Distribution
- Catherine Mary Stewart : Bibi
  - Mary Hylan : Bibi (chansons)
- George Gilmour : Alphie
- Grace Kennedy : Pandi
- Vladek Sheybal : Mr Boogalow
- Allan Love : Dandi
- Joss Ackland : Le leader des Hippies / Mr Topps
- Ray Shell : Shake
- Miriam Margolyes : Logeuse d'Alphie
- Derek Deadman : Garde de Boogalow
- Michael Logan : James Clark
- George S. Clinton : Joe Pittman
- Coby Recht : Jean-Louis
- Iris Recht : Dominique

## Bande originale
Distribuée par Cannon Records en 1980 sur vinyle seulement. 
1. BIM - Grace Kennedy, Allan Love
2. Universal Melody - Mary Hylan, George Gilmour
3. Coming - Grace Kennedy
4. I Found Me - Grace Kennedy
5. The Apple - Allan Love
6. Cry For Me - George Gilmour, Mary Hylan
7. Speed - Mary Hylan
8. Creation - Joss Ackland
9. Where Love Has Gone - George Gilmour
10. Showbizness - Vladek Sheybal
11. Made For Me - Allan Love
12. How To Be A Master Vladek Sheybal, Grace Kennedy, Allan Love, Ray Shell
13. Child of Love – Joss Ackland, Mary Hylan & George Gilmour

## Autour du film
Le film n'est jamais sorti en France ni en DVD ou Blu-ray. Il a été distribué en 1983 sur support VHS chez l'éditeur français Hollywood Vidéo uniquement.
Le film fut un échec commercial et critique lors de sa sortie au cinéma en 1980. Lors de l'avant-première aux États-Unis, le producteur Menahem Golan, très touché par l'échec et la critique acerbe de son film, a failli se suicider le jour même.
Des vinyles de la bande originale distribués en cadeaux pour l'avant-première du film ont servi de frisbee sur les écrans où était projeté le film. Les ouvreurs et ouvreuses ont été obligés d'annuler la distribution des vinyles aux spectateurs.